# Marquede
Marquede ist ein Gemeindeteil  der Gemeinde Milower Land im Landkreis Havelland, im Westen des Landes Brandenburg, (Deutschland).

## Geschichte
Marquede wurde in einer Urkunde des Brandenburger Bischofs Balduin schriftlich erwähnt, als der Ritter Daniel von Mukede („Daniel, miles de Mukethe“) am 24. September 1215 dem Domkapitel Brandenburg sechs Hufen Land im Dorf Marzahne „zur Unterhaltung eines ewigen Lichts“ im Dom zu seinem und seiner Frau „Berechthe“ Gedächtnis vermachte.
Später fiel das Dorf wüst. Im 18. Jahrhundert gründete Rittergutsbesitzer Christoph Friedrich von Katte das Vorwerk Marquede auf der Wüstung. 
Am 30. September 1928 wurde der Gutsbezirk Marquede mit der Landgemeinde Jerchel vereinigt.
Am 20. Juli 1950 wurden die Ortsteile Marquede und Schäferei der bis dahin eigenständigen Gemeinde Jerchel nach Milow eingemeindet. Ab 2003 gehört Marquede zur Gemeinde Milower Land.